# Période néo-sumérienne

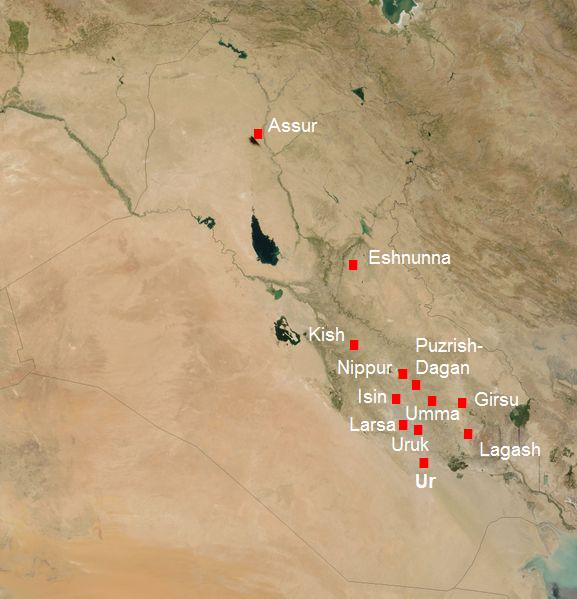
Les principales villes mésopotamiennes de la période néo-sumérienne

La période néo-sumérienne est une période de l'histoire de la Mésopotamie, couvrant la période allant de l'éviction des rois Gutis de la Basse-Mésopotamie, au milieu du XXIIe siècle av. J-.C., jusqu'à la chute de la Troisième dynastie d'Ur, en 2004 av. J.-C. Elle doit son nom au fait qu'on y voit un retour au premier plan des Sumériens, après la domination de l'Empire d'Akkad. Cette période est avant tout représentée par les rois de la seconde dynastie de Lagash (le plus célèbre étant Gudea), et ceux de la Troisième dynastie d'Ur. Mais malgré cela, cette période est le chant du cygne des Sumériens, qui disparaissent à ce moment ou peu après.